# Alexandre Cortada i Serra
Alexandre Cortada i Serra   (Barcelona, 6 de febrer de 1865 - Barcelona, 6 de maig de 1935) fou un periodista i musicòleg català.

## Biografia
Era fill d'Antoni Cortada Juncà, hisendat (Sarrià ca.1822 - Barcelona, 1898), i de Rosalia Serra Clarós (†1894).
Col·laborà a la revista L'Avenç des del desembre del 1890 fins al 1893, el darrer any. Durant els últims mesos hi exercí un paper gairebé directiu juntament amb Jaume Brossa, introduït pel mateix Cortada en la redacció de la revista. Quan Cortada es fa càrrec de la crítica, el pensament prowagnerià queda molt més desenvolupat i precisat. En aquells moments es lliurava una batalla aferrissada entre l'italianisme representat per Verdi i dirigit per les cases editorials, singularment la Ricordi i la Sonzogno, que feien tot el possible per a introduir les seves publicacions, i el wagnerisme.
Fou amic de Pompeu Fabra, amb qui havia estudiat a la universitat i havia sigut consoci en el grup wagnerià Els Trenta. Fou Fabra qui el posà en relació amb Joaquim Casas i Carbó, fet decisiu en la gestació de la campanya lingüística de L'Avenç.
Els articles de Cortada eren agressius i polèmics. S'interessà per diversos temes artístics, sobretot per l'òpera, amb una actitud nacionalista i renovadora. Potencià els moderns corrents artístics europeus com Wagner i els compositors de l'escola francobelga —Zola, César Franck)— que considerava especialment adients per a l'edificació d'un art català, així com a Enric Morera i Viura, al que considerava seguidor de dita escola.
Decidit autonomista en política (durant la guerra d'Independència cubana formà part d'un comitè independentista català a París), la seva actitud es radicalitzà a l'època que col·laborà a Catalònia, per a la qual redactà l'article de presentació de la revista (febrer del 1898). El 1895 fou un dels promotors dels concerts de Vincent d'Indy a Barcelona.
Casat amb Amèlia Margarida Langlassé, morí a Barcelona el 6 de maig de 1935 al carrer Claris, 102, a l'edat de 70 anys.